# LSWR 282 class
LSWR 282 class (также «Илфракомбский товарный», англ. Ilfracombe Goods) — тип грузопассажирского 0-3-0 паровоза производства Beyer, Peacock and Company для Лондонской и Юго-западной железной дороги (LSWR). С 1873 по 1880 год для LSWR было построено 8 паровозов, другие экземпляры экспортировались.

## Разработка и постройка
Боковая ветка дороги в Северном Девоне, между Барнстэйплом и Илфракомбом, должна была открыться в 1874 году. На ней были оставлены крутые уклоны. В 1870 году главный инженер тяги Лондонской и Юго-западной дороги Джозеф Гамильтон Битти предложил для этой ветки паровозы 1-2-0, но в 1871 году Битти умер, не закончив проектирование. Его сын и наследник Уильям Джордж Битти предпочитал паровозы 0-3-0, но проектированием не занимался, пока в 1872 руководитель локомотивного комитета не указал ему прямо на необходимость заказа у Beyer, Peacock and Company трёх паровозов 0-3-0 для этой ветки.
Первые три паровоза поступили на дорогу в феврале 1873 года и получили номера 282, 283 и 284. На момент открытия линии в 1874 году эти паровозы были признаны пригодными и для грузовых, и для пассажирских поездов. На боковую ветку к Сидмауту поступили ещё два локомотива (№ 300 и 301) в 1874-м и третий (№ 324) в 1875 году.
Преемник Битти Уильям Адамс заказал для Девонширской ветки ещё два паровоза (№ 393, 394), слегка модифицированные: диаметр колёс был увеличен до 4 ф. 7.5 д. (1410 мм), применены трубы собственной Адамса конструкции. В 1888—1890 годах первые шесть локомотивов были Адамсом капитально перестроены — снабжены новыми цилиндрами, колёсами большего диаметра, закрытыми брызговиками, адамсовскими трубами и кабинами большей величины.

## Служба и списание
Паровозы этого типа прослужили около четверти века, прежде чем были в 1899 году перемещены в «дубликаты» для замены более мощными паровозами и отправлены на другие ветки.
Первые два паровоза списаны в 1905 году, их котлы оставлены в качестве стационарных источников пара. Оставшиеся шесть паровозов в 1909—1913 годах проданы на «лёгкие железные дороги» полковника Холмана Стефенса, где эксплуатировались по крайней мере до начала 30-х годов.